# Савін Віталій Анатолійович
Віталій Анатолійович Савін (рос. Виталий Анатольевич Савин; нар. 23 січня 1966, Жезказган, Казахська РСР) — радянський та казахський легкоатлет, що спеціалізується на спринті, олімпійський чемпіон 1988 року.

## Кар'єра
| Рік                           | Змагання                       | Місто                   | Місце            | Дисципліна            | Примітки         |
| Представник СРСР              | Представник СРСР               | Представник СРСР        | Представник СРСР | Представник СРСР      | Представник СРСР |
| ----------------------------- | ------------------------------ | ----------------------- | ---------------- | --------------------- | ---------------- |
| 1985                          | Чемпіонат Європи серед юніорів | Котбус, Німеччина       | 4                | біг на 100 метрів     | 10.54            |
| 1985                          | Чемпіонат Європи серед юніорів | Котбус, Німеччина       | 3                | естафета 4×100 метрів | 40.32            |
| 1988                          | Олімпійські ігри               | Сеул, Південна Корея    | 5 (чвертьфінал)  | біг на 100 метрів     | 10.36            |
| 1988                          | Олімпійські ігри               | Сеул, Південна Корея    | 1                | естафета 4×100 метрів | 38.19            |
| 1989                          | Чемпіонат Європи в приміщенні  | Гаага, Нідерланди       | 7                | біг на 60 метрів      | 6.68             |
| 1990                          | Чемпіонат Європи в приміщенні  | Глазго, Велика Британія | 4 (півфінал)     | біг на 60 метрів      | 6.77             |
| 1991                          | Чемпіонат світу в приміщенні   | Севілья, Іспанія        | 7                | біг на 60 метрів      | 6.66             |
| 1991                          | Чемпіонат світу                | Токіо, Японія           | 6 (чвертьфінал)  | біг на 100 метрів     | 10.26            |
| 1991                          | Чемпіонат світу                | Токіо, Японія           | 7                | естафета 4×100 метрів | 38.68            |
| Представник Об'єднана команда |                                |                         |                  |                       |                  |
| 1992                          | Чемпіонат Європи в приміщенні  | Генуя, Італія           | 2                | біг на 60 метрів      | 6.65             |
| 1992                          | Олімпійські ігри               | Барселона, Іспанія      | 7 (півфынал)     | біг на 100 метрів     | 10.33            |
| 1992                          | Олімпійські ігри               | Барселона, Іспанія      | 5                | естафета 4×100 метрів | 38.17            |
| Представник Казахстан         |                                |                         |                  |                       |                  |
| 1993                          | Чемпіонат світу в приміщенні   | Торонто, Канада         | 4 (забіги)       | біг на 60 метрів      | 6.79             |
| 1993                          | Чемпіонат світу                | Штутгарт, Німеччина     | 5 (чвертьфінал)  | біг на 100 метрів     | 10.36            |
| 1994                          | Азійські ігри                  | Хіросіма, Японія        | 2                | біг на 100 метрів     | 10.29            |
| 1995                          | Чемпіонат світу в приміщенні   | Барселона, Іспанія      | 8                | біг на 60 метрів      | 6.65             |
| 1995                          | Чемпіонат світу                | Гетеборг, Швеція        | 8 (чвертьфінал)  | біг на 100 метрів     | 10.47            |
| 1996                          | Олімпійські ігри               | Лос-Анджелес, США       | 5 (забіги)       | біг на 100 метрів     | 10.52            |